# École finno-russe
L'école finno-russe (finnois : Suomalais-venäläinen koulu, sigle SVK) est une école bilingue fondée en 1955 dans la section Maununneva du quartier de Kaarela à Helsinki en Finlande.

## Présentation
L'établissement regroupe une école maternelle, une école primaire, une école secondaire, ainsi que le jardin d'enfants Kalinka, qui a commencé à fonctionner sur le terrain voisin de SVK en 1990. 
L'école dépend de l'agence nationale de l'éducation.
En 2019, l'école compte trois directeurs, 28 chargés de cours, 23 enseignants, 3 enseignants spécialisés et 3 moniteurs d'éducation physique.
Le bâtiment de l'école est conçu par l'architecte Osmo Sipari.